# 큰사향과일박쥐
큰사향과일박쥐(Ptenochirus jagori)는 큰박쥐과에 속하는 박쥐의 일종이다. 필리핀의 토착종이다. 학명은 피터스(Wilhelm Peters)가 야고르(Fedor Jagor)를 기리기 위해 붙였다.